# Antoine Caron

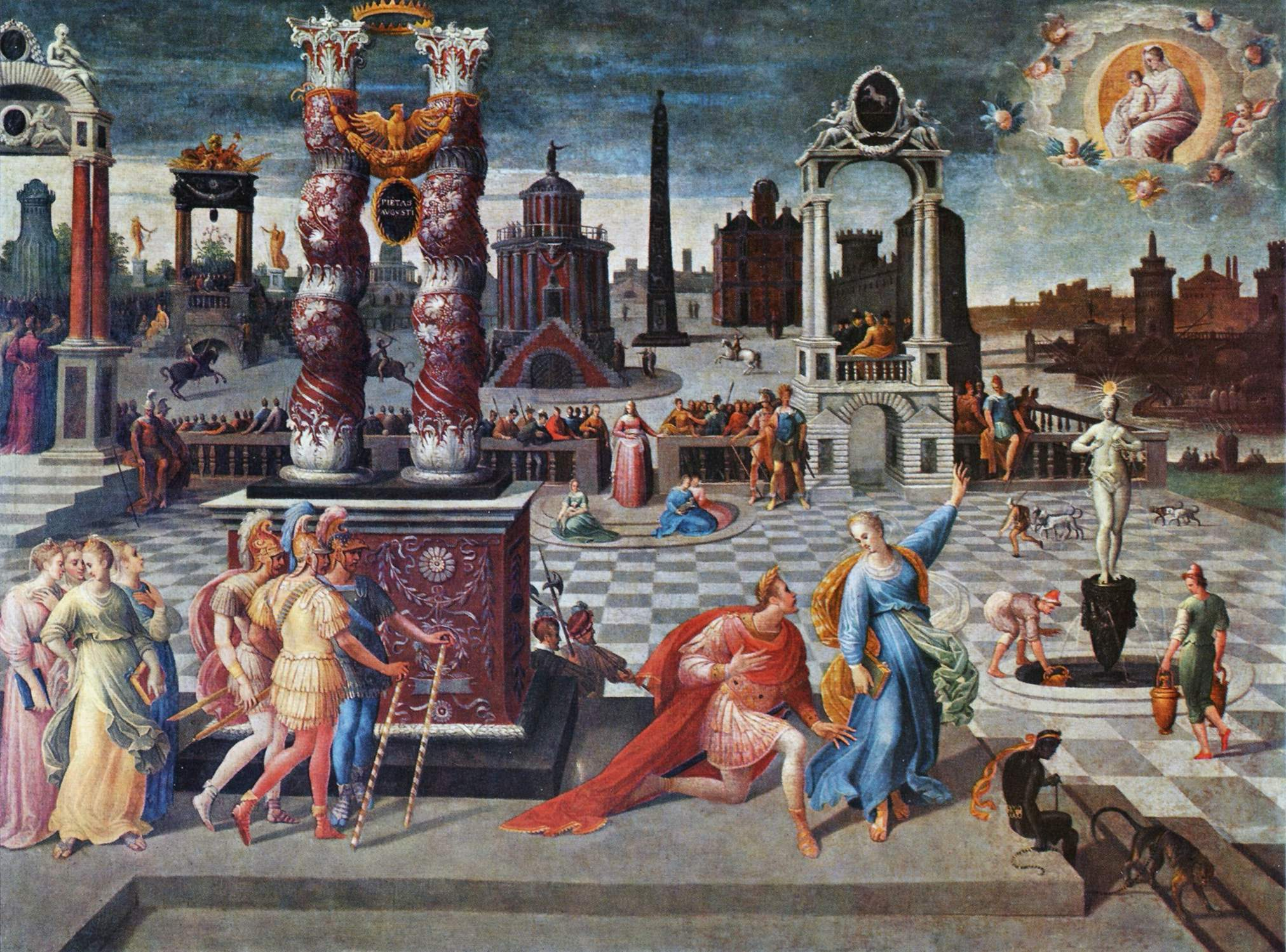
Augusto e a Sibila do Tibre, c.1578

Antoine Caron (Beauvais, 1521 - Paris, 1599) foi um pintor, gravurista, vidreiro e ilustrador francês, e integrante da Escola de Fontainebleau.
Dedicou-se à arte desde a juventude realizando afrescos em igrejas. Entre 1554 e 1550 trabalhou com Francesco Primaticcio e Niccolò dell'Abbate na Escola de Fontainebleau. Em 1561 foi indicado pintor da corte de Catarina de Medici e Henrique II, tornando-se responsável também pela organização de festividades reais.
Poucos trabalhos seus sobreviveram, mas o que resta mostra cenas alegóricas, cerimônias da corte, cenas históricas e outras com motivos astrológicos. Usou cores incomuns e extravagantes arquiteturas de fundo.